# 김미정 (육상 선수)
김미정(金美貞, 1979년 6월 10일 ~ )은 대한민국의 육상 선수로 주 종목은 경보이다.
충청북도 단양군 출신이다. 단양초등학교 금곡분교 4학년 때 5000m 달리기를 시작하며 육상에 입문했고, 단양중학교와 충북체육고등학교 졸업 후 울산광역시청 육상단에 입단하며 경보로 종목을 바꿨다. 시드니에서 열린 2000년 하계 올림픽, 아테네에서 열린 2004년 하계 올림픽, 베이징에서 열린 2008년 하계 올림픽에 대한민국 국가대표 선수를 지냈다. 여자 20km 경보 9번, 10km 경보 5번, 1만ｍ 경보 1번, 5000ｍ 경보 3번 등 한국 신기록을 모두 18번 경신했다.

## 주요 성적
| 날짜             | 종목             | 대회                                       | 장소            | 순위 | 기록     | 기타                                              |
| ---------------- | ---------------- | ------------------------------------------ | --------------- | ---- | -------- | ------------------------------------------------- |
| 2005년 4월 22일  | 경보 20km        | 제34회 전국 종별 육상 선수권 대회 (일반부) | 광주            | 1    | 1:32:15  | 한국 신기록 (종전 기록: 김미정 1:33:03 (2003년))  |
| 2005년 10월 16일 | 경보 20km        | 전국 체전                                  | 경상남도 울산시 | 1    | 1:31:39  | 한국 신기록 (종전 기록: 김미정 1:32:15)           |
| 2008년 4월 23일  | 경보 10000m 트랙 | 제12회 전국실업육상경기선수권대회          | 경상북도 안동시 | 1    | 45:06.26 | 한국 신기록 (종전 기록: 김미정 45:18.86 (2003년)) |